# Alexander von Musulin
Freiherr Alexander Musulin von Gomirje (geboren 27. Oktober 1868 in Agram, Österreich-Ungarn; gestorben 9. Januar 1947 in Fridau, Österreich) war ein österreich-ungarischer Diplomat.

## Leben
Alexander von Musulin war ein Sohn des Feldmarschallleutnants Emil Musulin von Gomirje und wuchs in Agram auf. Er studierte Jura an der Universität Wien und wurde 1891 promoviert. Seine erste Stelle im Staatsdienst war 1891/92 die eines Konzeptspraktikanten im Präsidium der kroatisch-slawonisch-dalmatinischen Landesregierung. Er legte 1892 in Wien die Diplomatenprüfung ab und war 1893/94 in Dresden, 1894 in Paris und 1895 in Stuttgart eingesetzt und wurde 1895 zum Gesandtschaftsattaché befördert. Seine nächsten Stationen waren Bukarest, ab 1899 St. Petersburg, 1900/01 Athen und Belgrad. Ab 1903 arbeitete er im Range eines Legationsrats im Orientalischen Referat des Außenministeriums in Wien. Von 1910 bis 1916 leitete er das Referat für kirchenpolitische Agenden und das Referat für Angelegenheiten Ostasiens. 1911 erhielt er den Titel ao. Gesandter und bevollmächtigter Minister.
In der Julikrise 1914 wurde von Musulin mit dem Konzept für das Ultimatum an Serbien und für das Memorandum an die Großmächte betraut. Nach Kriegsausbruch erhielt er die Führung eines neu eingerichteten „Kriegsreferats“. Von 1917 bis Kriegsende war von Musulin Botschafter in Bern. Mit der Auflösung des Staates wurde auch sein Dienstverhältnis beendet. Mit dem Adelsaufhebungsgesetz 1919 wurde sein Familienname offiziell geändert. Musulin veröffentlichte 1924 in München eine autobiografische Schrift unter dem Titel Das Haus am Ballplatz.
Von Musulin erhielt eine Reihe dienstlich bedingter Auszeichnungen und wurde zum ungarischen Baron ernannt.
Musulin war mit Elsa von Isbary verheiratet, der österreichische Publizist Janko Musulin (1916–1978) war ein Sohn.

## Schriften
- Das Haus am Ballplatz. Erinnerungen eines österreich-ungarischen Diplomaten. München: Verlag für Kulturpolitik, 1924